# Dadaabe
Dadaabe é uma cidade do Quênia situada na antiga província Nordeste, no condado de Garissa. De acordo com o censo de 2019, havia 11 525 habitantes. A maior parte da população na qual a cidade se localiza é ocupada por clãs somalis.

## Campos de refugiados
O complexo de campos, cujos nomes são Dagaalei (Dagahaley), Ifo e Hagadera, ocupa área total de 50 quilômetros quadrados e está há duas horas da fronteira somali. Com capacidade para acolher bem 90 mil pessoas (30 por campo), e no máximo 120 mil (40 por campo), já abriga entre 350 e 380 mil. O Alto Comissariado das Nações Unidas para os Refugiados (ACNUR), que é responsável pela manutenção, programou a construção de um quarto campo, Ifo 2, porém mesmo este é insuficiente e o Alto Comissariado pediu ao governo do Quênia que cedesse outros territórios para distribuir os refugiados.
Os refugiados fugiram da Somália em decorrência da Guerra Civil no país. Muitos são oriundos das regiões setentrionais como o vale do Juba e Gedo, enquanto outros vieram de Mogadixo. Além de tudo, a região foi afetada por grave seca após duas estações de chuvas que não vieram. A organização Médicos Sem Fronteiras encontrou taxas alarmantes de desnutrição entre os refugiados.